# São Pedro da Garça
São Pedro da Garça é um distrito do município brasileiro de Montes Claros, no interior do estado de Minas Gerais. Segundo o censo demográfico de 2022, realizado pelo Instituto Brasileiro de Geografia e Estatística (IBGE), sua população era de 849 habitantes e havia 309 domicílios particulares permanentes ocupados. Possui área de 237,41 km² conforme a Fundação João Pinheiro (FJP). Foi criado pela lei estadual nº 1.058 de 31 de dezembro de 1943.
De acordo com o IBGE, em 2010 a população era de 1 037 habitantes e havia 450 domicílios particulares.